# Nationaal Comité Herdenking Mobilisatie 1914
Het "Nationaal Comité Herdenking Mobilisatie 1914" werd op 2 februari 1924 opgericht om de tiende verjaardag van de mobilisatie van augustus 1914 te herdenken. Deze herdenking moest, zo meende het Comité  worden georganiseerd om de tienduizenden gemobiliseerde soldaten te bedanken voor de vier jaren die zij hadden moeten opofferen voor het behoud van de Nederlandse neutraliteit. Het Comité wilde het weinig krijgshaftige Nederlandse volk er ook op wijzen dat vrede, zo meende zij, "altijd kwam ná oorlog".
De Nederlandse regering heeft in 1918 nagelaten om onderscheidingen in te stellen voor de militairen en de mannen van Landweer, Landstorm en vrijwillige Burgerwacht.Het eren en belonen van deze mensen werd overgelaten aan het particulier initiatief.
Het comité Herdenking Mobilisatie 1914 stelde twee onderscheidingen in:
- het  Mobilisatiekruis 1914-1918

en het 
- Witte Mobilisatiekruis 1914-1918.

Zij die hiervoor in aanmerking kwamen moesten de onderscheiding zèlf kopen.Ook andere verenigingen en bonden zamelden geld in en kwamen met hùn onderscheidingen. Wij noemen: 
- Het Herinneringsmedaille Fort Honswijk 1914-1915
- Het Kruis voor oud-gedemobiliseerden 1914-1918 van de Amsterdamse Vrijwillige Burgerwacht
- Het Kruis voor oud-gedemobiliseerden 1914-1918 van de Amsterdamsche Vrijwillige Burgerwacht
- Het Kruis van Verdienste van de Nederlandse Bond van Vrijwillige Burgerwachten

Voor het beheer van de twee onderscheidingen en het uitreiken van de kruisen en de oorkonden werd op 19 september 1925 de Nationale Bond "Het Mobilisatiekruis" opgericht. De statuten van de bond werden in een Koninklijk Besluit van 7 oktober 1925 goedgekeurd. Deze goedkeuring was een formaliteit. De kroon beoordeelde van alle rechtspersonen of zij niet iets dat in strijd met de wet en de goede zeden zou zijn nastreefden. Men mag er geen officiële "goedkeuring" in zien. Op 26 november 1924 stond de Nederlandse regering de militairen van land- en zeemacht toe om het Mobilisatie-herinneringskruis op het uniform te dragen. Voor het witte kruis werd deze toestemming niet gegeven.
De Nationale Bond "Het Mobilisatiekruis" was gevestigd in 's-Gravenhage en het was de bedoeling dat zij tot 1954, de veertigste verjaring van de mobilisatie, zou blijven bestaan. 
Het bestuur stelde in 1939 een Kruis van Verdienste in. Dit kruis werd acht keer uitgereikt.

De Tweede Wereldoorlog maakte een voortijdig einde aan haar werkzaamheden. Van een grote herdenking in  1954 is niets geworden.